# 马克西姆·布瓦耶
马克西姆·布瓦耶（法語：Maxime Boyé，1976年3月6日—），法國已退役男子网球运动员。他在2001年8月13日取得個人單打排名新高的299名，而最高雙打排名則是235名，在2000年4月3日取得。

## 職業生涯
布瓦耶在青年網球期間贏了不少巡迴賽，包括青少年戴维斯杯和青少年比利·简·金杯，歐洲青少年網球錦標賽和打進1994年法國網球公開賽青少年組雙打決賽，拍擋為尼古拉·埃斯屈代。
布瓦耶單打最佳成績是世界排名第299位，曾打進1992年波爾多公開賽的單打會內賽。在ATP挑戰賽表現，他曾在2000年印度孟買的雙打比賽殺進決賽，及在2001年赫爾城的拙戰賽在單打中從資格賽一直殺進半決賽。布瓦耶的網球生涯期間共取得1項單打和5項雙打ITF賽冠軍。

## 巡迴賽決賽及冠軍
下述資訊一概出自ATP Tour官方網站的記載。

### 雙打
| 賽事          |
| ------------- |
| 大滿貫 (0)    |
| ATP巡迴賽 (0) |
| 挑戰賽 (0)    |

| 賽果 | 日期      | 類型   | 巡迴賽   | 地面 | 拍擋          | 對手                 | 比分           |
| ---- | --------- | ------ | -------- | ---- | ------------- | -------------------- | -------------- |
| 負   | 2000年3月 | 挑戰賽 | 印度孟買 | 硬地 | 乔纳森·埃利希 | 托马什·安扎里 岩渊聪 | 6–7(9–11), 4–6 |